# سگ وحشی چاد
سگ وحشی چاد (نام علمی: Lycaon pictus sharicus) نام یک زیرگونه از گونه سگ وحشی آفریقایی است.